# Ga-ga

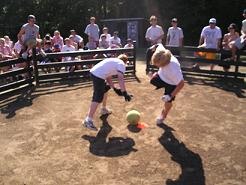
Osmiúhelníkové hřiště pro ga-ga

Ga-ga (doslova "dotek-dotek") nebo Gaga ball je izraelskou formou vybíjené. Hra kombinuje vyhýbání se ráně, vybíjení, běhání a skákání. Cílem každého hráče je eliminovat soupeře tak, že jej míčem zasáhne do oblasti kolena nebo kamkoli pod ně a nenechá se přitom sám zasáhnout. Ga-ga mohou, stejně jako klasickou vybíjenou, hrát jednotlivci i družstva.

## Hra
Hraje se na velkém osmiúhelníkovém či šestiúhelníkovém hřišti obklopeném zdí či ohradou. Případně lze hrát i v jiné ohrazeném prostoru.[zdroj?] Hřiště nemá oficiálně určenou velikost.[zdroj?]

Hra začíná vyhozením míče do vzduchu. Po prvním dopadu míče na zem zvolají hráči "Ga" a opakují to i při dalších dvou dopadech. Hráči jsou přitom opřeni zády o zeď či ohradu. Po třetím dopadu míče na zem hra začíná. Stejný postup se používá pro opětovné zahájení hry po jejím přerušení. Každý hráč, který se odlepí od zdi/ohrady nebo se dotkne míče před jeho třetím dopadem, je vyloučen. Vítězem je hráč který opustí hřiště jako poslední. Pokud se míč neodrazí od zdi nebo od soupeře, nesmí do něj hráči udeřit dvakrát za sebou. Je-li hráč zasažen, opouští ihned hřiště. Stejně tak i v případě že po jeho úderu opustí míč hrací plochu. Podaří-li se některému z hráčů chytit míč ve vzduchu, vypadne ten, kdo se jej před tím naposledy dotkl.

## Pravidla
1. Hráč může do míče udeřit rukou, ať už otevřenou dlaní, nebo pěstí, nesmí jej však chytit do rukou a po soupeři jím házet.
2. Pokud se míč dotkne hráče kdekoli od kolena dolů (v některých verzích od kotníku dolů), hráč vypadává a musí opustit hrací plochu.
3. Hráč nesmí udeřit do míče dvakrát za sebou. Míče se mezitím musí dotknout jiný hráč, případně se musí odrazit od zdi či ohrady, jíž je obehnána hrací plocha. Pokud některý z hráčů toto pravidlo porušil, je to považováno za dvojdotek a dotyčný je vyloučen. Některé verze dovolují dvoj i trojdoteky.
4. Pokud některý hráč odrazí míč do vzduchu, může ho jiný chytit a položit na zem. Některé verze chytání do rukou vůbec nepovolují.
5. Hráč nesmí do míče kopat. (To je totiž považováno za dotek míče pod kolenem či kotníkem.)
6. Pokud některý hráč odrazí míč mimo hrací plochu, aniž se přitom míč dotkne zdi/ohrady, země nebo jiného hráče, vypadává ze hry.